# Jeldàievka
Jeldàievka (en rus: Желдаевка) és un poble (un possiólok) de l'óblast de Vorónej, a Rússia, segons el cens del 2010 tenia 79 habitants.